# Werner Romberg
Werner Romberg   (Berlín, 16 de maig de 1909 - Heidelberg, 5 de febrer de 2003) va ser un matemàtic alemany, nacionalitzat noruec.

## Vida i Obra
Romberg va néixer a Berlín, fill d'un geòleg, on va fer la seva escolarització. Després de dos anys a la universitat de Heidelberg (1928-1930), va ingressar a la universitat de Múnic, en la qual va obtenir el doctorat el 1933 sota la direcció d'Arnold Sommerfeld. Aquest mateix any, va fugir del règim nazi pel seu esquerranisme anti-nazi, ja que era membre del Partit Socialista dels Treballadors d'Alemanya, i va anar a fer de professor a la universitat de Dnipropetrovsk a la Unió Soviètica (actualment Dniprò, Ucraïna). Però el 1937, les autoritats soviètiques no li van renovar el visat per la seva nacionalitat alemanya. Després d'un temps a Praga, també va haver de fugir dels nazis, anant a Oslo el 1938 per fer d'assistent del professor Egil Hylleraas a la universitat d'Oslo. Les autoritats alemanyes li van retirar la nacionalitat i li van anular els títols universitaris, però sempre va anar un pas per davant dels nazis i el 1940, poc abans de la invasió de Noruega, va marxar a Uppsala (Suècia) on va romandre fins l'alliberament de Noruega el 1944. Aleshores va retornar a Oslo i el 1947 va obtenir la nacionalitat noruega. El 1949 va ser nomenat professor de l'Institut Noruec de Tecnologia a Trondheim, en el qual va ser cap de departament, va reorganitzar els estudis de matemàtiques aplicades i va crear un sòlid programa d'estudis d'anàlisi numèrica. El 1968 va retornar al seu país d'origen per a ser professor a la universitat de Heidelberg, en la qual es va retirar el 1978.
Romberg és recordat, sobre tot, pel seu mètode d'aproximació de la integral definida (1955), avui anomenat comunament mètode de Romberg i que és una millora substancial del métode del trapezi.